# Par ordre du tsar
Pour plus de détails, voir Fiche technique et Distribution.
Par ordre du tsar est un film franco-allemand d'André Haguet sorti en 1954. Il s'agit de la version française de Les cloches n'ont pas sonné (Ungarische Rhapsodie) de Peter Berneis et André Haguet, tourné simultanément avec une partie de la même distribution et sorti deux mois plus tôt.

## Synopsis
Biographie romancée de l'idylle entre Frantz Liszt et la princesse Carolyn de Sayn, mariée contre son gré au vieux prince de Sayn-Wittgeinstein.

## Fiche technique
- Titre : Par ordre du tsar
- Réalisation : André Haguet
- Scénario : André Haguet et André Legrand
- Décors : Roland Quignon
- Costumes : Rosine Delamare
- Photographie : Nicolas Hayer
- Montage : Maurice Serein
- Son : Julien Coutellier
- Musique : Louiguy
- Production : Albert Caraco, André Haguet
- Sociétés de production : Florida Films, Gamma Film, Oska-Film
- Société de distribution : Gamma Film
- Pays :  France /  Allemagne de l'Ouest
- Langue : français
- Format : couleur (Gévacolor) -  35 mm -  1,37:1 - son mono
- Genre : drame
- Durée : 98 minutes (1h38)
- Date de sortie : France : 18 juin 1954
- Affiches : Boris Grinsson, Guy-Gérard Noël (France)

## Distribution
- Michel Simon : le prince de Sayn-Wittgenstein
- Colette Marchand : la princesse Caroline
- Jacques François : Franz Liszt
- Jacqueline Gay : Nathalie
- Willy Fritsch : le Grand-duc
- Peter Lehmbrock : Richard Wagner
- Margot Leonard : Wanda
- Lucienne Legrand : Maria Paulovna
- Yves Brainville : d'Ingelstedt
- Véronique Verlhac
- Milorad Miskovitch
- Jean-Claude Méral
- André Pollack